# Броасја
Броасја (фр. Broissia) насеље је и општина у источној Француској у региону Франш-Конте, у департману Јура која припада префектури Лон ле Соније.
По подацима из 2011. године у општини је живело 53 становника, а густина насељености је износила 17,85 становника/km². Општина се простире на површини од 2,97 km². Налази се на средњој надморској висини од 350 метара (максималној 539 m, а минималној 335 m).

## Демографија
| 1962. | 1968. | 1975. | 1982. | 1990. | 1999. | 2011. |
| ----- | ----- | ----- | ----- | ----- | ----- | ----- |
| 55    | 58    | 41    | 33    | 31    | 37    | 53    |

График промене броја становника у току последњих година